# Chen Qimei
Chen Qimei (ur. 17 stycznia 1878, zm. 18 maja 1916) – chiński polityk, działacz rewolucyjny.
Pochodził z Wuxing w prowincji Zhejiang, w młodości zgodnie z życzeniem ojca przyuczał się do zawodu kupca, następnie pracował w firmie handlującej jedwabiem w Szanghaju, gdzie zaangażował się w działalność opozycji antymandżurskiej. W 1906 roku wyjechał na studia do Japonii, gdzie wstąpił do założonej przez Sun Jat-sena Ligi Związkowej. Po powrocie do Chin w 1908 roku organizował i nadzorował nowe komórki ruchu rewolucyjnego, założył także gazetę Zhongguo gongbao. Zaprzyjaźnił się wówczas ze swoim krajanem Czang Kaj-szekiem, którego zwerbował do Ligi Związkowej.
Podczas rewolucji Xinhai w 1911 roku dowodzone przez Chena oddziały rewolucjonistów przejęły kontrolę nad Szanghajem. Po obaleniu cesarstwa i utworzeniu Republiki Chińskiej znalazł się w gronie przeciwników dyktatorskich rządów Yuan Shikaia, po upadku tzw. drugiej rewolucji w listopadzie 1913 musiał uciekać do Japonii. W 1915 roku potajemnie przedostał się do Chin, gdzie zajął się organizowaniem oddziałów partyzanckich walczących z reżimem Yuana. W maju 1916 roku został namierzony przez służby specjalne i zamordowany w swojej kryjówce w Szanghaju.
Jego bratankami byli Chen Guofu i Chen Lifu.